# Espera (marcenaria)
Em marcenaria e carpintaria, as esperas são um tipo particular de espigas (isto é, peças adelgaçadas de madeira ou de metal que servem para entrar em determinado entalhe ou orifício), que encaixam em qualquer um dos vários orifícios do tampo da bancada de trabalho do marceneiro, e que servem para impedir o movimento ou oscilação do objecto que está a ser trabalhado, segurando-o firmemente, para depois o aplainar, lixar, fresar, etc.

## Descrição

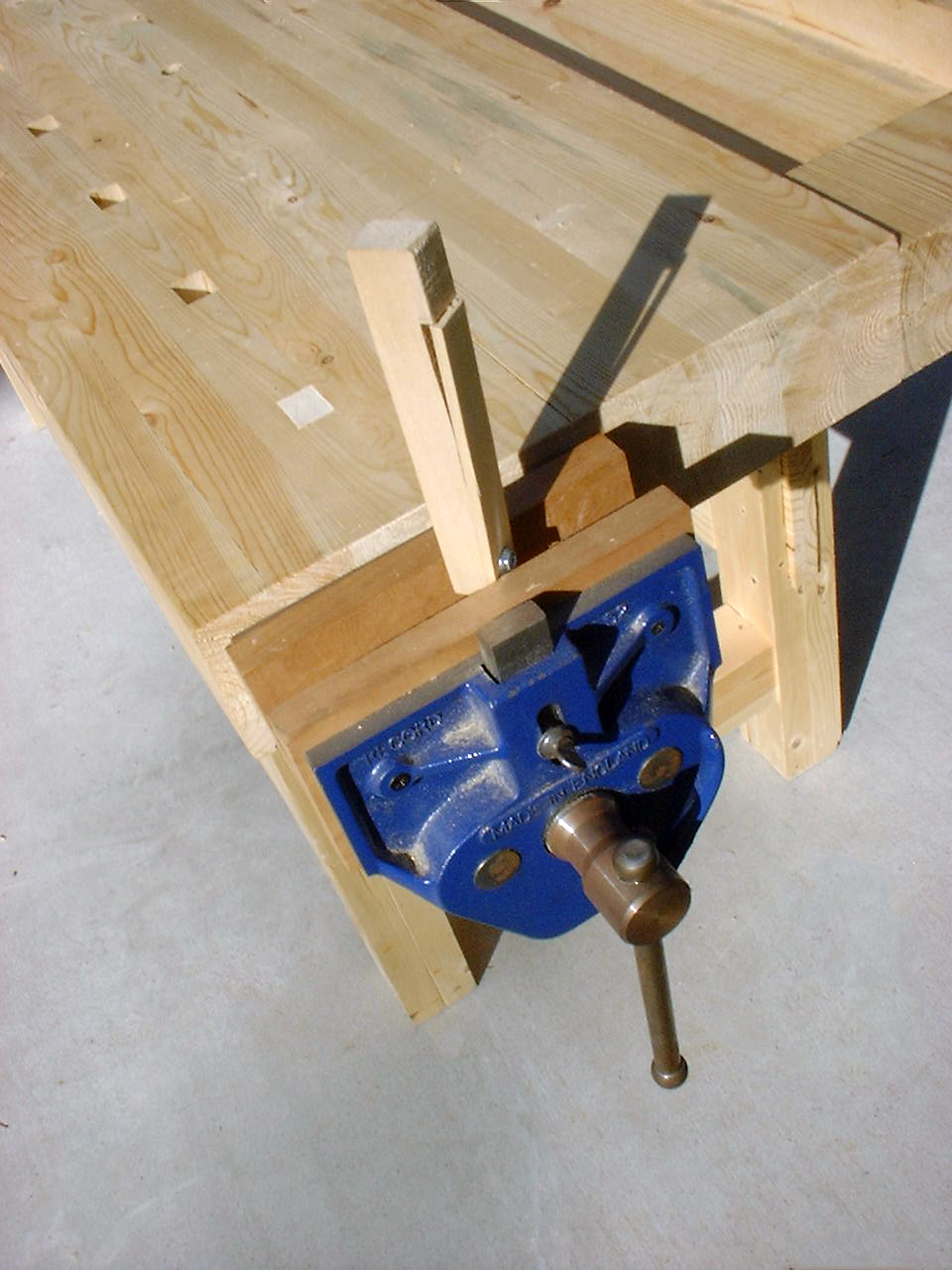
A bancada de trabalho de um marceneiro, com uma espera na cabeceira.

As esperas ficam à cabeceira da banca de trabalho do marceneiro, sendo que uma banca pode ter várias esperas alinhadas, ao conjunto das quais se chama «bateria». A caixa de cortes, por exemplo, é apertada contra as esperas. 
A ferramenta de corte, quando está a ser usada, é posicionada sobre o centro do objecto que está a ser trabalhado, o qual, por seu turno, fica encostado ou seguro pela espera.
As esperas são espigas de marcenaria, carpintaria, entalhadura ou mesmo escultura, que podem ser feitas de madeira, de aço, alumínio ou de ferro forjado, e tanto podem apresentar uma secção redonda como quadrada.

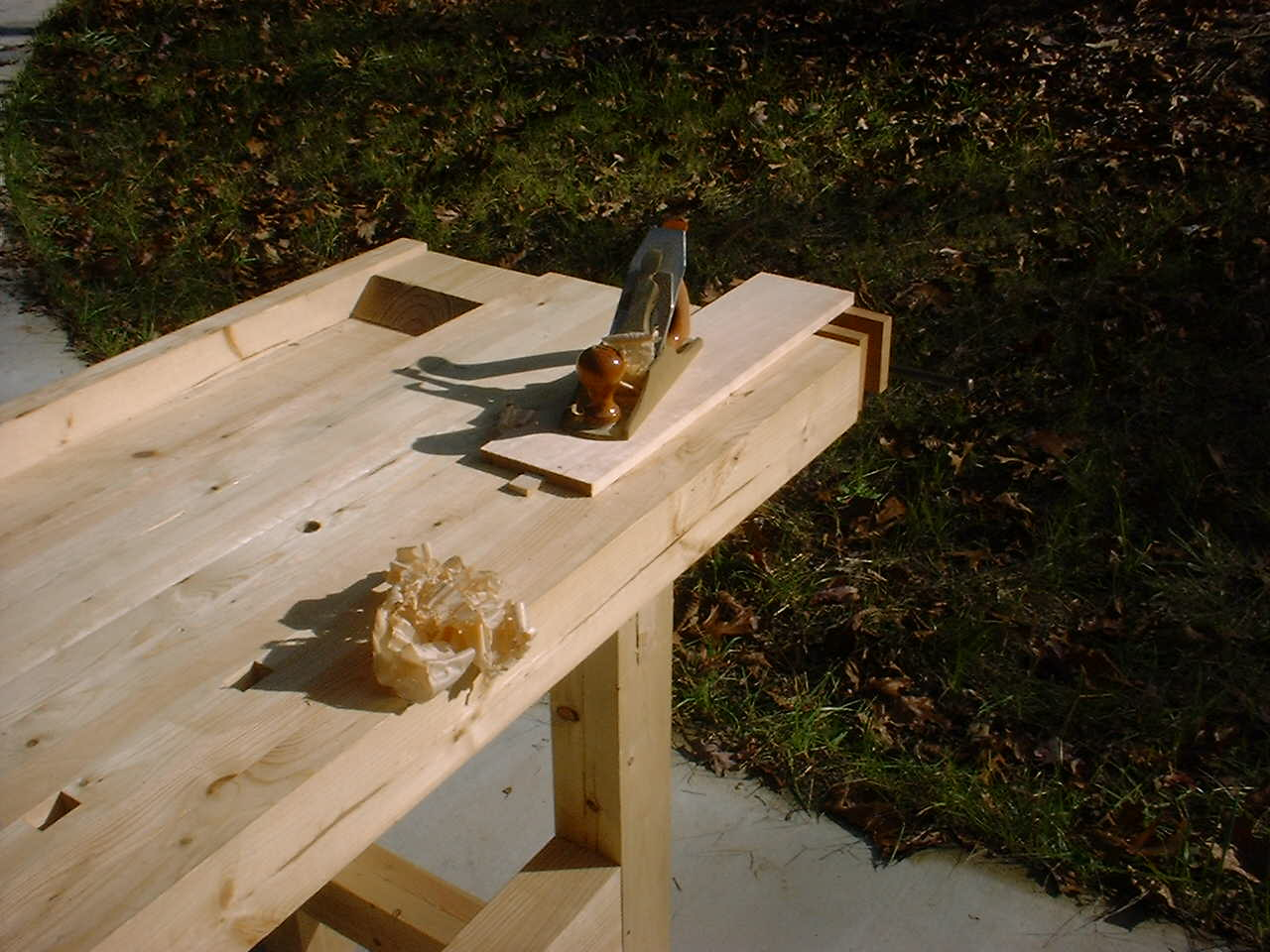
Uma espera a ser usada. A espera aperta a peça que está a ser trabalhada, à cabeceira da mesa de trabalho.